# Befehlshaber der Sicherung West
Der Befehlshaber der Sicherung West (B.S.W.) war eine Kommandobehörde der Kriegsmarine im Zweiten Weltkrieg. Sie diente der seeseitigen Sicherung des Ärmelkanals und der französischen Atlantikküste.

## Gliederung
Nach dem Waffenstillstand von Compiègne (1940) und der Deutschen Besetzung Frankreichs war zunächst der Flottenchef für die Sicherung der eroberten Küsten verantwortlich. Der B.S.W. wurde im Oktober 1940 durch die Verlegung des gesamten Stabs des Befehlshabers der Sicherung der Ostsee gebildet. Truppendienstlich unterstand er dem Kommandierenden Admiral Frankreich, einsatzmäßig dem Marinegruppenkommando West. Das Stabsquartier lag in Trouville in der Normandie. Am 8. April 1941 wurde es nach Paris verlegt.
Im Februar 1941 wurden Sicherungsdivisionen aufgestellt, in die die Flottillen der Hilfsminensucher und Vorpostenboote eingegliedert wurden. Im Küstenvorfeld der Niederlande, Belgiens und Frankreichs führte der B.S.W. die 1., 2., 3. und 4. Sicherungs-Division. Als im Oktober 1941 das Gebiet nördlich der Schelde an den Befehlshaber der Sicherung der Nordsee abgegeben wurde, schied die 1. Sicherungs-Division aus dem Befehlsbereich des B.S.W. aus. Dafür kam die im November 1942 aufgestellte 6. Sicherungsflottille in Südfrankreich hinzu. Kurz vor der Invasion Südfrankreichs durch die Alliierten wurde der Kommandierende Admiral französische Südküste mit der Befehlsführung beauftragt und der Bereich dem B.S.W. entzogen.
Die Dienststelle des B.S.W. wurde am 30. September 1944 aufgelöst.

## Unterstellungen Oktober 1940
- Führer der Minensuchboote West: Konteradmiral Hans Stohwasser ab Aufstellung im August 1939 bis Oktober 1939; Kapitän zur See/Kommodore Friedrich Ruge ab Oktober 1939 bis Februar 1941
  - im Juni 1940 war noch beim B.S.N. ein 2. Führer der Minensuchboote West eingerichtet worden, welcher im Oktober 1940 zum 2. Führer der Minensuchboote Nordfrankreich wurde und bis Mitte Februar 1941 bestand: einziger 2. Führer war der Fregattenkapitän Karl Weniger
  - im August 1940 war noch beim B.S.N. der Leiter der Minenräumarbeiten Niederlande eingerichtet worden, welcher im Oktober 1940 zum 2. Führer der Minensuchboote Niederlande/Belgien wurde und bis Mitte Februar 1941 bestand
  - im September 1940 war noch beim B.S.N. der Leiter der Minenräumarbeiten Westfrankreich eingerichtet worden, welcher im Oktober 1940 zum 2. Führer der Minensuchboote Westfrankreich wurde und bis Mitte Februar 1941 bestand
  - 6. Minensuchflottille
  - 13. Minensuchflottille
  - 17. Minensuchflottille
  - 18. Minensuchflottille
  - 19. Minensuchflottille
  - 5. Räumbootsflottille
  - 2. Sperrbrecherflottille
- Führer der Vorpostenboote West:
  - 8. Vorpostenflottille
  - 11. Vorpostenflottille
  - 12. Vorpostenflottille
  - 12. U-Bootsjagdflottille
  - 11. U-Bootsjagdflottille
  - 17. U-Bootsjagdflottille
- Führer der Minenschiffe
  - Minenschiffgruppe West
  - Minenschiffgruppe Nord
- Minenräumschiffe
  - MRS 11 Osnabrück
  - MRS 12 Nürnberg

## Befehlshaber
- Konteradmiral/Vizeadmiral Hermann Mootz, ab Oktober 1940
- Vizeadmiral Hermann von Fischel, ab Januar 1941
- Kapitän zur See/Konteradmiral/Vizeadmiral Friedrich Ruge, ab Februar 1941
- i. V. Kapitän zur See Winfried Hagen, Februar bis Mai 1943
- Konteradmiral Erich Alfred Breuning, Juni 1943 bis September 1944

## Chefs des Stabes
- Kapitän zur See Hellmuth Heye: von Oktober 1940 bis Februar 1941
- unbekannt
- Kapitän zur See Winfried Hagen: von April 1941 bis September 1944